# Wasted Land
Wasted Land ist eine saudi-arabische Melodic-Death-Metal-Band aus Dschidda, die im Jahr 2005 gegründet wurde.

## Geschichte
Wasted Land veröffentlichte seit ihrer Gründung im Jahr 2005 erst eine Demo namens The Beginning (2006), erregte jedoch große mediale Aufmerksamkeit. So führte die Band bereits Interviews mit CNN (Februar 2008), BBC und der arabischen Zeitung Al Hayat. Am 28. November spielte die Gruppe auf einem Metal-Festival in Dubai/Vereinigte Arabische Emirate.
Die Band besteht aus Emad Mujalled (Gesang), Ahmad Khoja (Gitarre), Ayman Al Ghamdi (Gitarre), Sultan Al Ghamdi (Bass) und Tameem Helmi (Schlagzeug). Letzterer ersetzte Majed Shaarani als Schlagzeuger.
Inzwischen gibt die Band auch Konzerte außerhalb Saudi-Arabiens. Ihr letztes Konzert hätte in Izmir/Türkei stattfinden sollen. Dieses Konzert wäre auf dem Uluslararsi Izmir Rock Festival gemeinsam mit Suidakra, Moribund Oblivion, UCK Grind und Mosh Pit Project gewesen. Aufgrund kritischer Situationen innerhalb der Familien mehrerer Bandmitglieder sagte man einen Auftritt in der Türkei ab. Konzerte in Saudi-Arabien selbst fanden hauptsächlich im Verborgenen statt, da westliche Musik im ultrakonservativen Land verbannt wurde. Im Jahr 2010 wurde ein Konzert von der Religionspolizei aufgelöst, die Musiker und Organisatoren verhaftet. Auch ist die Band erstmals auf einer Kompilation vertreten, die in Schweden produziert wurde und in ganz Europa käuflich ist. Die Band produzierte ihr erstes Studioalbum unter ihrem neuen Label Libra Productions, welches am 3. April 2013 jedoch im Eigenverlag erschien und nach der Band benannt wurde. Im selben Jahr gab die Band ihre Trennung aufgrund persönlicher Probleme sowie arbeitstechnischer und sozialer Verpflichtungen der Musiker bekannt.
Erst im Jahr 2021, als die Gruppe überraschend das Lied Fade Away veröffentlichte und dieses äußerst positiv wahrgenommen wurde, fand die Gruppe wieder zusammen und brachte im Jahr 2022 das Lied The Dark Passenger heraus. Im Sommer 2024 spielt die Band im Rahmen des Metal-Battle-Finales auf dem Wacken Open Air.

## Stil
Laut Moe Ezz von metality.net spielt die Band auf Wasted Land Melodic Death Metal, der mit dem der Band von Ceremonial Oath vergleichbar ist. Vor allem die Gitarrenriffs würden an alten Death Metal aus Göteborg erinnern. Zudem arbeite die Band Melodien aus dem Folk Metal ein. Das Lied Dying Visionary… The King beginne mit Grunge-Riffs, die sich langsam in Folk-Metal-Riffs verwandeln würden. Auch Evan Barnes von blackwind.com beschrieb die Musik auf dem Debütalbum als Melodic Death Metal mit Folk-Metal-Einflüssen und hörte Parallelen zu Gruppen wie Ensiferum, Amon Amarth und Hammer Horde heraus. Die Riffs seien so melodisch, dass sie auch gut zu einem Power-Metal-Album gepasst hätten. Den Bass könne man kaum auf dem Album heraushören. Das Lied Folk Night erinnerte Barnes an The Falcon’s Flight von Slechtvalk und Metsakukkia von Immortal Souls. Das Folgelied Bells of the Falling Castle enthalte Gitarren, die an Falconer erinnern würde. Der gutturale Gesang von Emad Mujalled sei sowohl tief, als auch hoch. Zudem setze er auch gelegentlich Shouts ein, die Erinnerungen an Thrash Metal wachrufen würden. Die Riffs in Anthem of Warriors erinnerten in stark an Ensiferum.

## Diskografie

### Demos
- 2006: The Beginning

### Kompilationen
- 2008: Black Pagan Death Salute Vol.1 (Salute Records)[10]

### Alben
- 2013: Wasted Land